# Protocollo di Tangeri
Il protocollo di Tangeri (o, per esteso, Convenzione riguardante l'Organizzazione dello Statuto della Zona di Tangeri) fu un trattato internazionale stipulato tra Francia, Spagna e Regno Unito col quale la città di Tangeri in Marocco divenne la Zona internazionale di Tangeri.
Il protocollo venne siglato a Parigi il 18 dicembre 1923 ed entrò in vigore con la ratificazione del 14 maggio 1924. A partire dal 1929, la Spagna assunse il controllo della polizia della città. Un corpo legislativo internazionale venne creato per governare la città. La Spagna occupò Tangeri dal 1940 al 1945, cogliendo l'occasione dell'occupazione della Francia da parte della Germania nel 1940. Lo status di zona internazionale rimase in vigore sino al 29 ottobre 1956, quando la città tornò al Marocco a seguito della sua proclamazione d'indipendenza.